# Schloss Kiesen

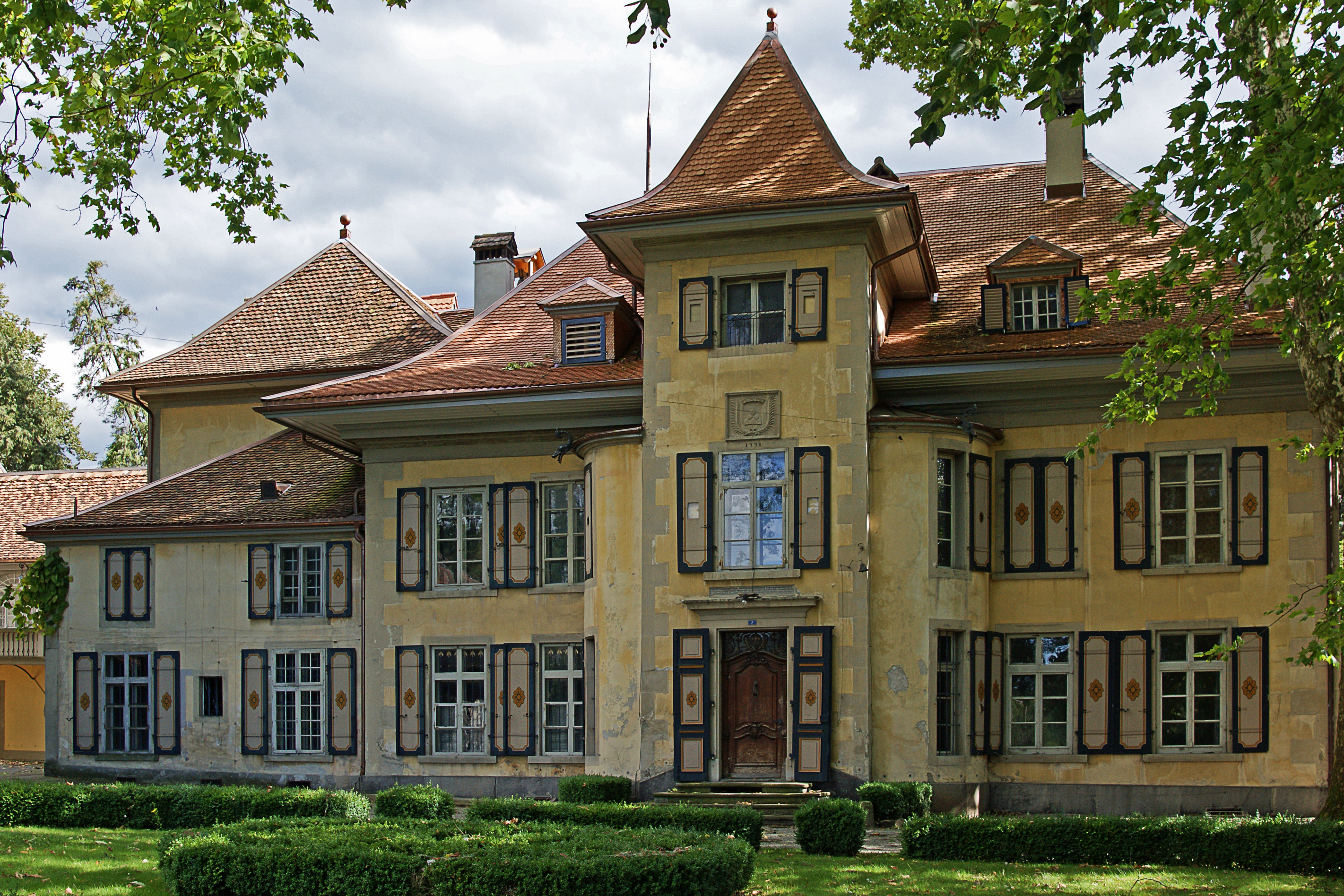
Schloss Kiesen

Das Schloss Kiesen ist ein Schloss aus dem 18. Jahrhundert in der Gemeinde Kiesen im Schweizer Kanton Bern.

## Geschichte
Das Schloss Kiesen wurde Ende des 18. Jahrhunderts von der Familie Effinger an der Stelle einer mittelalterlichen Burg erbaut. Rudolf Emanuel Effinger verkaufte Kiesen 1830 an Thomas Southwell Pigott (1793–1837), verheiratet mit Cécile Josephine von Steiger (1798–1851). Dessen Sohn Robert verkaufte das Schloss an Henri Gaullieur. 1900 verkaufte die kinderlose Witwe Sophie Gaullieur-von Lentulus die Schlossliegenschaft an Alexander August Catoire von Bioncourt. 1915 wurde das Schloss von Nationalrat und Oberst Roger Dollfus von Volckersberg erworben. Seine Ehefrau Annie Elisabeth Dollfus von Volckersberg, geborene Burckhardt, bewohnte das Schloss Kiesen bis zu ihrem Tod im Jahr 1983. Danach stand das Schloss während über 20 Jahren leer. Zwischenzeitlich gastierte die Thuner Medienkünstlerin Chantal Michel ab 2009 für zwei Jahre im Schloss.
Die heutige Besitzerfamilie Lädrach führte verschiedene Renovationsarbeiten zum Erhalt des Gebäudes durch.